# Pleßbachweg
Der Pleßbachweg ist ein Bergbauwanderweg im Tal des Pleßbachs (auch Hammertal genannt) im Sprockhöveler Ortsteil Niedersprockhövel. Der Wanderweg verbindet verschiedene bergbauhistorische Stätten aus der Frühzeit der Kohleförderung des Ruhrgebiets miteinander. Da im Sprockhöveler Raum die Kohleflöze bis an die Oberfläche reichten, befinden sich hier mit die ältesten Zeugnisse der Geschichte des Ruhrbergbaus.

## Beschreibung
Der etwa 8,5 km lange Rundwanderweg wurde vom Förderverein Bergbauhistorischer Stätten Ruhrrevier e. V.; Arbeitskreis Sprockhövel in Zusammenarbeit mit dem Heimat- und Geschichtsverein Sprockhövel e. V. geschaffen. Als Wegzeichen wurde aufgrund der früher durch das Hammertal verlaufenden Kohlenbahn Bossel–Blankenstein der Querschnitt einer Vignolschiene gewählt. Der Pleßbachweg wird mit vier weiteren Bergbauwanderwegen thematisch zur Themenroute Spur der Kohle zusammengefasst.

## Sehenswürdigkeiten
Der Bergbauwanderweg führt zu mehreren Stätten und Objekten der Bergbaugeschichte, von denen einige vor Ort mit informativen Schautafeln erläutert werden.
1. Zeche Schelle und Haberbank
2. Stahlhammerwerk Krüner am Pleßbach
3. Zeche Vereinigte Adolar und Zeche Glückauf Barmen
4. Trasse der Kleinbahn Bossel–Blankenstein
5. Zeche Harmonie
6. Zeche Glückauf-Hegermann
7. Zeche Elisabethenglück
8. Zeche Tinsbank
9. Schleifkotten Nippus
10. Zeche Alte Mißgunst
11. Maschinenschacht Caroline, Standort der ersten Dampfmaschine in Sprockhövel (1826)
12. Göpelschacht Henriette